# Progradatie
Progradatie binnen de sedimentologie wil zeggen dat een sedimentair gesteente bekkenwaarts uitbouwt. Dit vindt plaats wanneer de sedimentaanvoer groter is dan de zeespiegelstijging. Dit in tegenstelling tot de processen aggradatie en retrogradatie waarbij de sedimentaanvoer ongeveer gelijk aan respectievelijk kleiner dan de zeespiegelstijging is.
Het begrijpen en onderzoeken van de processen aggradatie, progradatie en retrogradatie is een wezenlijk onderdeel van de studie van de sequentie stratigrafie, zoals die door de Amerikaanse geoloog Peter Vail is ontwikkeld.